# 刺儿菜
刺儿菜（学名：Cirsium arvense var. integrifolium）为菊科蓟属丝路蓟的变种。

## 形态
多年生草本；卵形或椭圆形叶子互生，边缘有刺，两面有白色丝状毛；夏季开紫红色花，头状花序顶生。

## 分布
分布于中国大部分地区，中欧、东欧、俄罗斯东部、日本、朝鲜等地区亦有分布。
生长于海拔140米至2650米的地区，一般生于荒地、草地、山坡林中、路旁、灌丛中、田间、林缘及溪旁。有人工栽培作药用。

## 药用

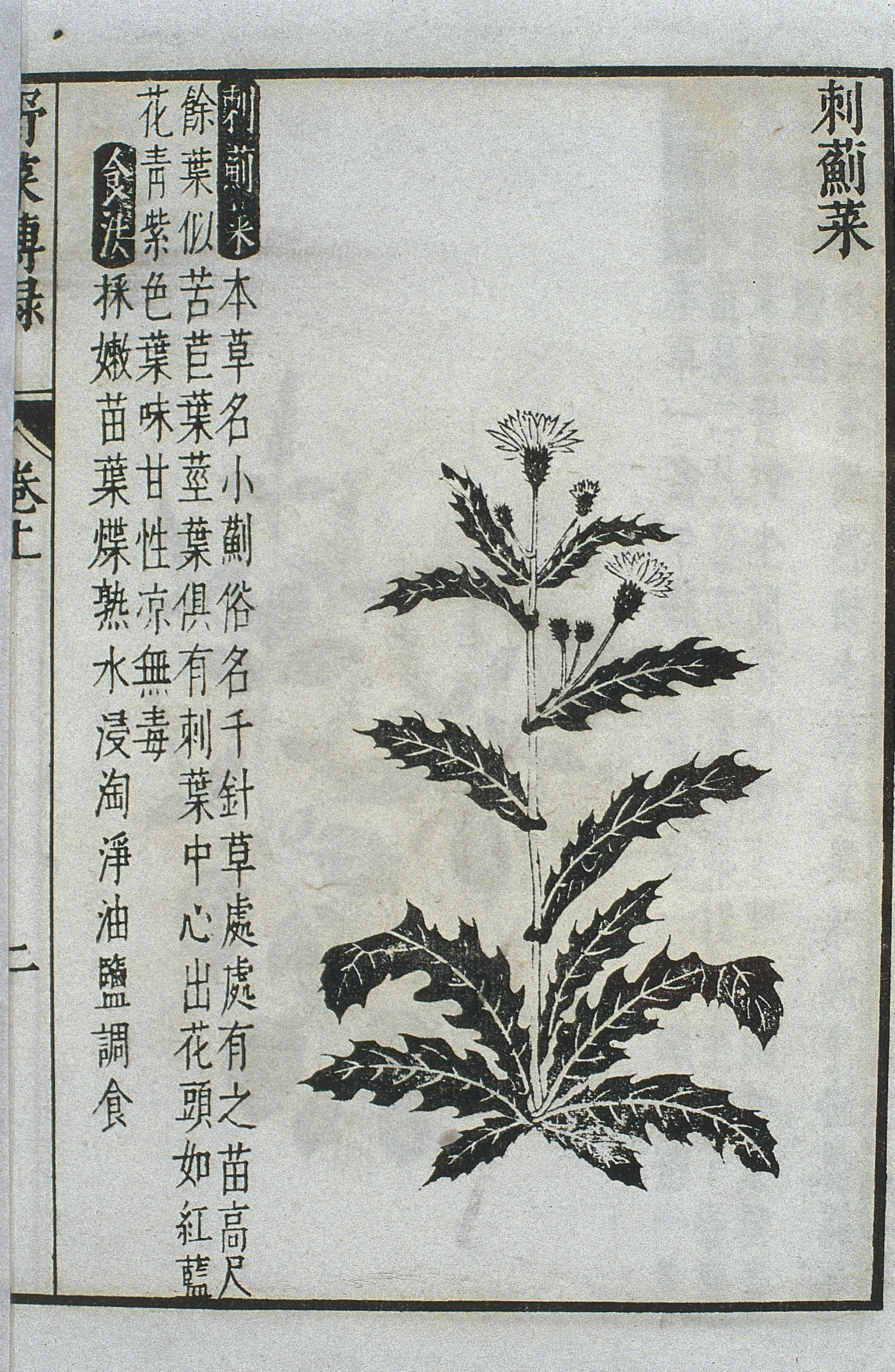
万历二十七年《野菜博录》中的刺蓟菜，即小蓟

刺儿菜的地上部分可入药，称为小蓟。功能凉血止血、散瘀解毒消痈，兼能利尿，尤适于尿血、血淋。散瘀消痈之功逊于大蓟。用于小蓟饮子等方剂中。